# Liga Premier de Ucrania 2024-25
La temporada 2024-25 fue la 34.ª edición de la Liga Premier de Ucrania, la máxima categoría del fútbol profesional de Ucrania desde su creación en 1992 tras la disolución de la Unión Soviética.
El Shakhtar Donetsk fue el campeón defensor.

## Sedes
Debido a la invasión rusa de Ucrania los equipos disputaron los partidos en sedes previamente establecidas por la Asociación Ucraniana de Fútbol.

## Formato
El campeonato consistió en un torneo anual con 16 clubes participantes que se enfrentaron en un sistema de todos contra todos durante 30 jornadas. Al finalizar la última fecha, el equipo que finalizó primero de la tabla general se proclamó campeón de la temporada y clasificó a la Liga de Campeones de la UEFA 2025-26 junto con el segundo lugar del torneo (subcampeón), además, el tercero y cuarto de la tabla disputaron la Liga Conferencia de la UEFA 2025-26. El descenso a la Primera Liga de Ucrania fue para los dos clubes que ocuparon los últimos lugares de la tabla de posiciones, mientras que los equipos ubicados en el décimo tercer y décimo cuarto lugar, jugaron un play-off por la permanencia contra el tercero y cuarto de la Primera Liga de Ucrania 2024-25.
El campeón de la Copa de Ucrania 2024-25 clasificó a la ronda de play-off de la Liga Europa de la UEFA 2025-26, esto fue confirmado por la Asamblea General de Clubes.

## Ascensos y descensos
| Pos. | Descendidos de la Liga Premier |
| ---- | ------------------------------ |
| Ret. | Dnipro-1                       |
| 15.º | Mynai                          |
| 16.º | Metalist 1925 Járkov           |

| Pos.     | Ascendidos de la Primera Liga |
| -------- | ----------------------------- |
| 1.º      | Inhulets Petrove              |
| 2.º      | Karpaty Lviv                  |
| Play-off | Livyi Bereh Kyiv              |

## Participantes
| Equipo             | Presidente            | Entrenador           | Capitán               | Proveedor   | Patrocinador principal (en la equipación) |
| ------------------ | --------------------- | -------------------- | --------------------- | ----------- | ----------------------------------------- |
| Chornomorets Odesa | Leonid Klimov         | Oleksandr Babych     | Bandera de Ucrania    | Kelme       | Vbet                                      |
| Inhulets Petrove   | Oleksandr Povoroznyuk | Vasyl Kobin          | Bandera de Ucrania    | Macron      | etg.ua                                    |
| Dinamo Kiev        | Ihor Surkis           | Oleksandr Shovkovski | Vitaliy Buyalskyi     | New Balance | A-Bank                                    |
| Polissya Zhytomyr  | Volodymyr Zahurskyi   | Imad Ashur           | Ruslan Babenko        | Nike        | BGV Group                                 |
| Kolos Kovalivka    | Andriy Zasukha        | Oleksandr Pozdeyev   | Bandera de Ucrania    | Nike        | ATTP                                      |
| Kryvbas Kryvyi Rih | Kostyantyn Karamanits | Yuriy Vernydub       | Dmytro Khomchenovskyi | Joma        | Rudomain                                  |
| Obolón Kiev        | Oleksandr Slobodian   | Valeriy Ivashchenko  | Nazariy Fedorivskyi   | Jako        | Favbet                                    |
| LNZ Cherkasy       | Viktor Kravchenko     | Andrés Carrasco      | Oleh Tarasenko        | Macron      | Vbet                                      |
| Karpaty Lviv       | Stepan Yurchyshyn     | Vladyslav Lupashko   | Bandera de Ucrania    | Nike        | Львівське                                 |
| Livyi Bereh Kyiv   | Mykola Lavrenko       | Vitaliy Pervak       | Bandera de Ucrania    | Nike        | —                                         |
| Oleksandriya       | Serhiy Kuzmenko       | Ruslan Rotan         | Bandera de Ucrania    | Nike        | AhroVista                                 |
| Rukh Lviv          | Hryhoriy Kozlovskyi   | Vitaliy Ponomaryov   | Marko Sapuha          | Macron      | Emily Resort                              |
| Shakhtar Donetsk   | Rinat Ajmétov         | Marino Pušić         | Taras Stepanenko      | Puma        | FavBet                                    |
| Veres Rivne        | Ivan Nadieyin         | Oleh Shandruk        | Bohdan Kohut          | Kelme       | Vbet                                      |
| Vorskla Poltava    | Kostyantyn Zhevago    | Serhiy Dolhanskyi    | Bandera de ?          | Nike        | Ferrexpo                                  |
| Zoryá Lugansk      | Yevhen Heller         | Yuriy Koval          | Bandera de Ucrania    | Puma        | —                                         |

## Desarrollo

### Clasificación
| Pos. | Equipo                  | Pts. | PJ | G  | E  | P  | GF | GC | Dif. | Clasificación                                        |
| ---- | ----------------------- | ---- | -- | -- | -- | -- | -- | -- | ---- | ---------------------------------------------------- |
| 1    | Dinamo Kiev (C)         | 70   | 30 | 20 | 10 | 0  | 61 | 19 | +42  | Segunda ronda clasificatoria de la Liga de Campeones |
| 2    | Oleksandria             | 67   | 30 | 20 | 7  | 3  | 46 | 22 | +24  | Segunda ronda clasificatoria de la Liga Conferencia  |
| 3    | Shakhtar Donetsk        | 62   | 30 | 18 | 8  | 4  | 69 | 26 | +43  | Primera ronda clasificatoria de la Liga Europa       |
| 4    | Polissya Zhytomyr       | 48   | 30 | 12 | 12 | 6  | 38 | 28 | +10  | Segunda ronda clasificatoria de la Liga Conferencia  |
| 5    | Kryvbas Kryvyi Rih      | 47   | 30 | 13 | 8  | 9  | 34 | 26 | +8   |                                                      |
| 6    | Karpaty Lviv            | 46   | 30 | 13 | 7  | 10 | 42 | 36 | +6   |                                                      |
| 7    | Zoryá Lugansk           | 40   | 30 | 12 | 4  | 14 | 34 | 39 | −5   |                                                      |
| 8    | Rukh Lviv               | 38   | 30 | 9  | 11 | 10 | 30 | 27 | +3   |                                                      |
| 9    | Veres Rivne             | 36   | 30 | 9  | 9  | 12 | 33 | 44 | −11  |                                                      |
| 10   | Kolos Kovalivka         | 36   | 30 | 8  | 12 | 10 | 27 | 25 | +2   |                                                      |
| 11   | Obolón Kiev             | 32   | 30 | 8  | 8  | 14 | 19 | 43 | −24  |                                                      |
| 12   | LNZ Cherkasy            | 31   | 30 | 7  | 10 | 13 | 25 | 37 | −12  |                                                      |
| 13   | Vorskla Poltava (D)     | 27   | 30 | 6  | 9  | 15 | 24 | 38 | −14  | Play-offs por la permanencia                         |
| 14   | Livyi Bereh Kyiv (D)    | 26   | 30 | 7  | 5  | 18 | 18 | 39 | −21  | Play-offs por la permanencia                         |
| 15   | Inhulets Petrove (D)    | 24   | 30 | 5  | 9  | 16 | 21 | 47 | −26  | Descenso a la Primera Liga de Ucrania                |
| 16   | Chornomorets Odessa (D) | 23   | 30 | 6  | 5  | 19 | 20 | 45 | −25  | Descenso a la Primera Liga de Ucrania                |

 Fuente: UPL
Criterios de clasificación: 1) Puntos; 2) Puntos entre sí; 3) Diferencia de goles entre sí; 4) Goles marcados en los duelos entre sí; 5) Diferencia de goles 6) Partidos ganados; 7) Goles.
Notas:
1. ↑  Shakhtar Donetsk clasificó a la Liga Europa como campeón de la Copa de Ucrania.
2. 1 2  Puntos en partidos directos: Veres Rivne 6, Kolos Kovalivka 0.

### Resultados
| Local \ Visitante   | OBO | INP | DYN | CHE | KOL | CHK | KRY | OLK | KAR | SHA | VOR | ZOR | RUK | POL | RIV | LBK |
| ------------------- | --- | --- | --- | --- | --- | --- | --- | --- | --- | --- | --- | --- | --- | --- | --- | --- |
| Obolón Kiev         |     | 2–1 | 1–5 | 1–0 | 2–2 | 0–0 | 0–1 | 0–0 | 2–2 | 0–2 | 1–0 | 0–2 | 0–4 | 0–0 | 0–0 | 1–0 |
| Inhulets Petrove    | 0–1 |     | 0–4 | 1–0 | 0–2 | 0–0 | 2–0 | 0–1 | 1–2 | 1–4 | 1–1 | 1–0 | 0–1 | 0–1 | 0–0 | 2–1 |
| Dinamo Kiev         | 3–0 | 5–2 |     | 3–1 | 1–1 | 1–0 | 2–1 | 3–0 | 2–0 | 1–1 | 3–1 | 2–2 | 0–0 | 2–1 | 1–0 | 2–0 |
| Chornomorets Odessa | 1–0 | 1–0 | 1–1 |     | 1–0 | 1–0 | 1–3 | 0–0 | 0–1 | 0–3 | 0–1 | 0–1 | 1–2 | 1–4 | 1–1 | 0–1 |
| Kolos Kovalivka     | 0–0 | 0–0 | 1–1 | 1–2 |     | 1–1 | 1–1 | 0–1 | 2–1 | 0–1 | 0–0 | 1–0 | 0–1 | 1–1 | 0–1 | 0–0 |
| LNZ Cherkasy        | 0–1 | 2–0 | 1–2 | 1–1 | 2–0 |     | 0–0 | 0–2 | 2–1 | 1–4 | 0–0 | 1–1 | 3–1 | 0–1 | 1–2 | 1–0 |
| Kryvbas Kryvyi Rih  | 1–0 | 1–1 | 0–2 | 1–0 | 0–1 | 3–1 |     | 0–1 | 2–0 | 1–2 | 1–1 | 3–0 | 1–1 | 3–1 | 0–3 | 4–0 |
| Oleksandria         | 4–0 | 2–1 | 0–0 | 3–0 | 2–1 | 1–1 | 1–0 |     | 3–0 | 4–3 | 1–0 | 2–1 | 1–1 | 1–0 | 3–1 | 2–0 |
| Karpaty Lviv        | 1–0 | 0–0 | 1–3 | 1–0 | 1–0 | 4–0 | 3–0 | 2–1 |     | 0–0 | 1–1 | 1–3 | 3–1 | 1–3 | 5–0 | 3–0 |
| Shakhtar Donetsk    | 4–0 | 6–0 | 2–2 | 2–1 | 2–4 | 5–1 | 1–1 | 3–0 | 5–2 |     | 3–1 | 3–1 | 1–1 | 0–1 | 3–0 | 1–0 |
| Vorskla Poltava     | 2–0 | 0–3 | 1–1 | 1–2 | 0–1 | 2–0 | 0–1 | 1–3 | 0–0 | 0–5 |     | 1–2 | 0–0 | 0–2 | 3–0 | 0–1 |
| Zoryá Lugansk       | 2–1 | 2–1 | 0–2 | 2–1 | 0–3 | 1–2 | 0–1 | 1–2 | 2–1 | 0–0 | 2–0 |     | 2–0 | 0–1 | 1–2 | 2–1 |
| Rukh Lviv           | 1–3 | 5–0 | 0–2 | 1–1 | 0–0 | 0–1 | 0–0 | 1–1 | 0–1 | 1–1 | 0–1 | 3–0 |     | 1–1 | 2–0 | 1–0 |
| Polissya Zhytomyr   | 4–0 | 1–1 | 0–0 | 3–1 | 1–1 | 1–1 | 1–1 | 1–2 | 1–1 | 1–0 | 2–1 | 1–1 | 0–1 |     | 2–1 | 0–0 |
| Veres Rivne         | 0–2 | 2–2 | 1–2 | 2–1 | 2–1 | 1–1 | 0–2 | 1–1 | 0–0 | 1–1 | 2–2 | 2–1 | 2–0 | 5–1 |     | 1–3 |
| Livyi Bereh Kyiv    | 1–1 | 0–0 | 0–3 | 1–0 | 0–2 | 3–1 | 0–1 | 0–1 | 2–3 | 0–1 | 0–3 | 0–2 | 1–0 | 1–1 | 2–0 |     |

## Play-offs de ascenso-descenso
Los equipos que finalizaron en el puesto 13 y 14 de la Liga Premier se enfrentaron a los equipos que terminaron en el puesto 3 y 4 de la Persha Liha.
| Equipo 1             | Agr.         | Equipo 2         | Ida | Vuelta |
| -------------------- | ------------ | ---------------- | --- | ------ |
| Vorskla Poltava      | 2–2 (3–4 p.) | Kudrivka         | 2–1 | 0–1    |
| Metalist 1925 Járkiv | 2–0          | Livyi Bereh Kyiv | 1–0 | 1–0    |

### Llave 1
| Ida; 29 de mayo de 2025 | Kudrivka  | 1 – 2   | Vorskla Poltava                   | Estadio Yuvileinyi, Bucha                                   |                                                             |
| 15:30 (UTC+3)           | Kozak 83' | Reporte | - Ndukwe Obieze 24' - Pavliuk 39' | Asistencia: 1100 espectadores Árbitro(s): Dmytro Panchyshyn | Asistencia: 1100 espectadores Árbitro(s): Dmytro Panchyshyn |

| Vuelta; 1 de junio de 2025 | Vorskla Poltava                                     | 0 – 1 (3 – 4 p.)(Global 2 – 2) | Kudrivka                                                            | Estadio Vorskla, Poltava                                 |                                                          |
| 13:00 (UTC+3)              |                                                     | Reporte                        | Lytovchenko 9'                                                      | Asistencia: 2204 espectadores Árbitro(s): Mykola Balakin | Asistencia: 2204 espectadores Árbitro(s): Mykola Balakin |
|                            |                                                     | Tiros desde el punto penal     |                                                                     |                                                          |                                                          |
|                            | - Ndukve - Malysh - Iyede - Kane - Salabay - Sklyar |                                | - Tuzenko - Storchous - Shershen - Potimkov - Serdyuk - Liehostayev |                                                          |                                                          |

- Kudrivka ganó 4-3 en los tiros desde el punto penal tras empatar 2-2 en el global y ascendió a la UPL.

### Llave 2
| Ida; 29 de mayo de 2025 | Livyi Bereh Kyiv | 0 – 1   | Metalist 1925 Járkiv | Arena Livyi Bereh, Hnidyn                                    |                                                              |
| 18:00 (UTC+3)           |                  | Reporte | Moura 38'            | Asistencia: 1167 espectadores Árbitro(s): Viktor Kopiyevskyi | Asistencia: 1167 espectadores Árbitro(s): Viktor Kopiyevskyi |

| Vuelta; 1 de junio de 2025 | Metalist 1925 Járkiv | 1 – 0 (Global 2 – 0) | Livyi Bereh Kyiv | Estadio Kolos, Borýspil                                   |                                                           |
| 15:30 (UTC+3)              | Kalitvintsev 90'     | Reporte              |                  | Asistencia: 1800 espectadores Árbitro(s): Vitaliy Romanov | Asistencia: 1800 espectadores Árbitro(s): Vitaliy Romanov |

- Metalist 1925 Járkiv ganó 2-0 en el global y ascendió a la UPL.